# Raimund Hasse
Raimund Hasse (* 1962 in Lippstadt, Nordrhein-Westfalen) ist ein deutscher Soziologe mit Schwerpunkten in der Organisationsforschung, der Institutionenanalyse und der Wirtschaftssoziologie. 

## Leben
Nach dem Studium der Soziologie an der Universität Bielefeld (Diplom 1989, Promotion 1995) erfolgt die Ernennung zum wissenschaftlichen Assistenten an der RWTH Aachen (1995–2001), wo er 2002 habilitiert. Beurlaubung 1998/99, um als Feodor-Lynen Stipendiat der Alexander von Humboldt-Stiftung einer Einladung von J. Rogers Hollingsworth und Eric O. Wright an die University of Wisconsin, Madison (USA) zu folgen. 2004 Ruf an die Universität Luzern.
Seit 2004 lehrt und forscht er als Professor für Soziologie, Organisation und Wissen am Soziologischen Seminar der Universität Luzern (Schweiz), das er seit 2010 leitet. Seit 2014 ist er im Vorstand der Sektion Organisationssoziologie der Deutschen Gesellschaft für Soziologie (DGS).
In seinen Forschungsbeiträgen folgt Raimund Hasse einer institutionentheoretischen Perspektive, die insbesondere gesellschaftliche Folgen veränderter Organisationsformen thematisiert. Empirisch hat er sich insbesondere mit Organisationsformen wissenschaftlicher Forschung, mit organisatorischen Veränderungen in der (Wohlfahrts-)Politik sowie mit Fragen wirtschaftlicher Koordination auseinandergesetzt.

## Monografien
„Organisierte Forschung“ (1996) behandelt am Beispiel der Biotechnologie, wie sich Forschungseinrichtungen aktiv in wissenschaftliche und gesellschaftliche Umwelten einbetten, durch die sie dann geprägt werden; „Die Innovationsfähigkeit der Organisationsgesellschaft“ (2003) untersucht, inwiefern Organisationsstrukturen Innovationsfähigkeit und die Umsetzung von Neuerungen beeinflussen; „Wohlfahrtspolitik und Globalisierung“ (2003) setzt die Neuausrichtung der Wohlfahrtspolitik mit organisatorischen Veränderungen in Beziehung; „Neo-Institutionalismus“ (1999, zweite erweiterte Auflage mit einem Vorwort von John W. Meyer 2005) ist eine mit Georg Krücken verfasste Einführung in den soziologischen Neo-Institutionalismus. 

## Weitere Themen und Schwerpunkte
In verschiedenen Beiträgen in Fachzeitschriften, Sonderbänden und sonstigen Herausgeberschaften hat Raimund Hasse die neo-institutionalistische Perspektive weiter entwickelt und auf andere Themen bezogen, vor allem auf wirtschaftssoziologische Problemstellungen, auf Personalthemen und Fragen der Diskriminierung sowie auf Standards. Den empirischen Bezug bilden insbesondere vom Schweizerischen Nationalfonds (SNF) finanzierte Projekte zu „Startups in der Biotechnologie“, „Institutionelle Diskriminierung“ und „Fairtrade“. Aktuelle theoretische Schwerpunkte beziehen sich auf die institutionelle Prägung von Akteuren sowie auf Voraussetzungen und Folgen zwischenorganisatorischen Wettbewerbs innerhalb und außerhalb der Wirtschaft.